# Zbigniew Nowak (generał)
Zbigniew Nowak (ur. 5 października 1926 w Wyszkowie, w powiecie dolińskim, zm. 14 lutego 2020 w Warszawie) – generał broni Wojska Polskiego, zastępca szefa Sztabu Generalnego WP (1969–1974), Główny Inspektor Techniki WP (1969–1989), wiceminister obrony narodowej (1976–1989).

## Życiorys

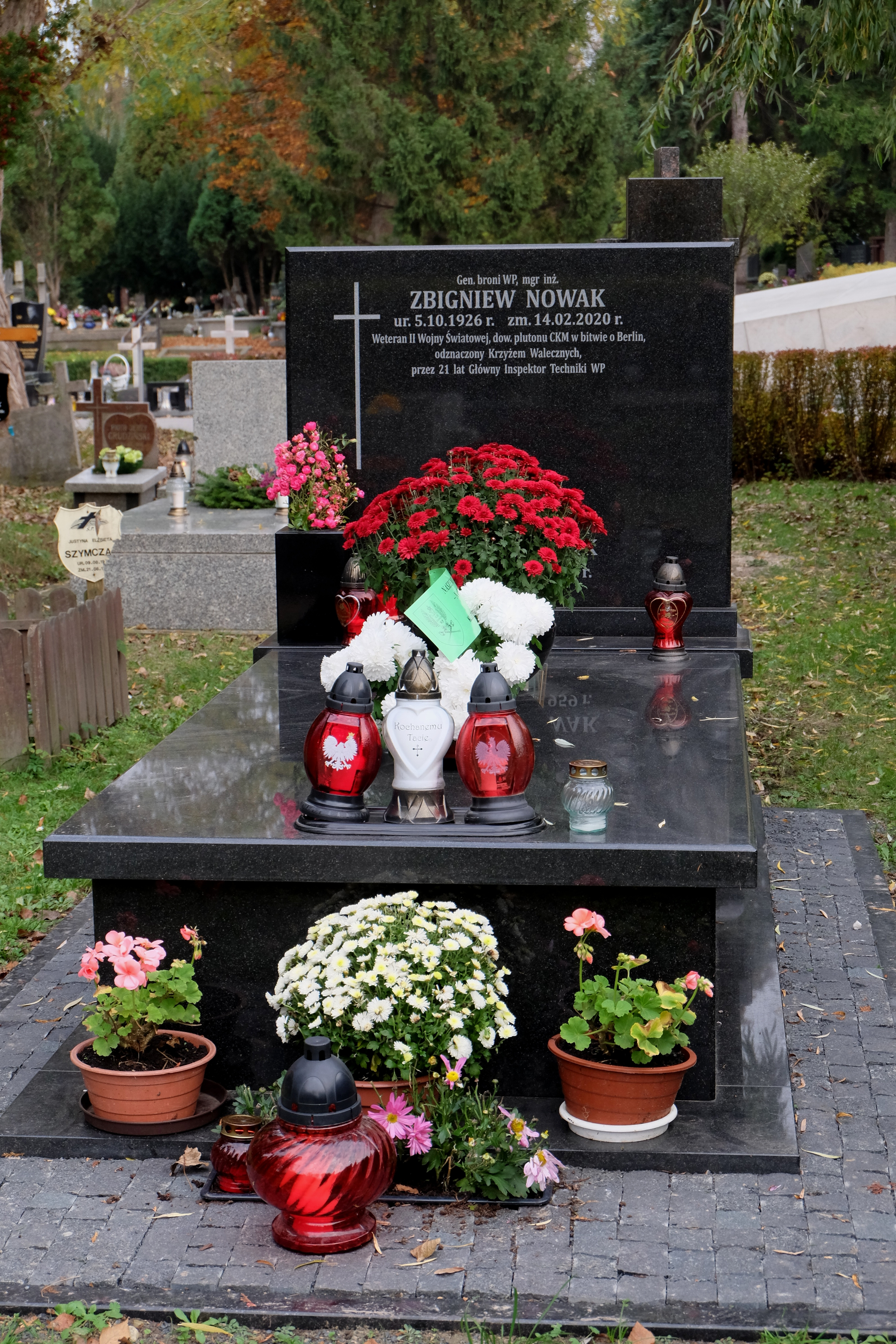
Grób gen. Zbigniewa Nowaka na Cmentarzu Wojskowym na Powązkach w Warszawie

Syn Józefa i Joanny. 1 maja 1944 wstąpił do WP. Odbył przeszkolenie w Ośrodku Formowania 1 Armii WP w Sumach, następnie skończył szkołę oficerską w Riazaniu. 17 marca 1945 promowany w Krakowie na stopień podporucznika w korpusie oficerów piechoty i wyznaczony na dowódcę plutonu ciężkich karabinów maszynowych w 2 Samodzielnym Batalionie Miotaczy Ognia. Przebył szlak bojowy 1 Armii WP od Pomorza Zachodniego do okolic Berlina (udział w wojnie zakończył 8 maja 1945 40 km na zachód od Berlina). Po wojnie był w stopniu porucznika pomocnikiem szefa sztabu w 2 samodzielnym batalionie miotaczy ognia. Ukończył kurs dowódców pułku Centrum Wyszkolenia Piechoty w Rembertowie i został awansowany do stopnia kapitana (1949). Następnie służył na stanowisku starszego pomocnika w oddziale wyszkolenia i oficera do zleceń Dowództwa Wojsk Lądowych. W latach 1950–1954 studiował w Akademii Obrony Przeciwchemicznej w Moskwie i został inżynierem tej specjalności w stopniu majora. Od 1954 roku służył w Szefostwie Obrony Chemicznej MON.  Absolwent wydziałów chemii na Uniwersytecie Warszawskim (inżynier od 1956) i studiów magisterskich na Politechnice Warszawskiej (1966). W 1960 awansowany do stopnia pułkownika. Służył kolejno na stanowiskach szefa sztabu Szefostwa Służby Chemicznej MON (1957–1958), komendanta Ośrodka Badawczego Sprzętu Chemicznego (1958–1964) oraz szefa Wojsk Chemicznych MON (1964–1967). 
W październiku 1967 awansowany uchwałą Rady Państwa PRL do stopnia generała brygady. Nominację wręczył w Belwederze przewodniczący Rady Państwa PRL  Edward Ochab.  W 1969 został zastępcą szefa Sztabu Generalnego i Głównym Inspektorem Planowania i Techniki oraz awansował do stopnia generała dywizji (nominację otrzymał z rąk przewodniczącego Rady Państwa Mariana Spychalskiego). W 1970 roku ukończył Kurs Operacyjno-Strategiczny Wojskowej Akademii Sztabu Generalnego Sił Zbrojnych ZSRR im. Woroszyłowa w Moskwie. W 1974 został Głównym Inspektorem Techniki WP. W październiku 1976 roku powołany na stanowisko wiceministra obrony narodowej, które piastował do lipca 1989 r. Jako wiceminister obrony narodowej był odpowiedzialny za pion planowania i techniki wojskowej. W październiku 1977 awansowany uchwałą Rady Państwa PRL do stopnia generała broni. Akt nominacyjny otrzymał z rąk I sekretarza KC PZPR Edwarda Gierka. 
W latach 1970–1989 reprezentował ludowe Wojsko Polskie jako członek Wojskowej Rady Naukowo-Technicznej Dowództwa Zjednoczonych Sił Zbrojnych Państw-Uczestników Układu Warszawskiego oraz członek delegacji Rządu PRL w Wojskowej Komisji Przemysłu Obronnego Rady Wzajemnej Pomocy Gospodarczej.
Od 27 września 1947 członek Polskiej Partii Robotniczej, od 15 grudnia 1948 członek PZPR. W latach 1980–1986 zastępca członka KC PZPR. Po odwołaniu w lipcu 1989 ze stanowiska wiceministra obrony narodowej pozostawał w dyspozycji MON. 20 grudnia 1990 w wieku 64 lat został przeniesiony w stan spoczynku. 
Zmarł w Warszawie i został pochowany na Cmentarzu Wojskowym na Powązkach (kwatera F IV, rząd 8, grób 8). Pogrzeb odbył się bez asysty wojskowej.

## Życie prywatne
Mieszkał w Warszawie. Żonaty, 1 syn, 1 córka.

## Ordery i odznaczenia
- Order Sztandaru Pracy I klasy (1978)
- Order Sztandaru Pracy II klasy (1968)
- Krzyż Komandorski z Gwiazdą Orderu Odrodzenia Polski (1987)
- Krzyż Komandorski Orderu Odrodzenia Polski (1971)
- Krzyż Kawalerski Orderu Odrodzenia Polski (1965)
- Krzyż Walecznych (1946)
- Złoty Krzyż Zasługi (1957)
- Medal 10-lecia Polski Ludowej
- Medal 30-lecia Polski Ludowej
- Medal 40-lecia Polski Ludowej
- Medal za Odrę, Nysę, Bałtyk
- Medal Zwycięstwa i Wolności 1945
- Złoty Medal „Siły Zbrojne w Służbie Ojczyzny”
- Srebrny Medal „Siły Zbrojne w Służbie Ojczyzny”
- Brązowy Medal „Siły Zbrojne w Służbie Ojczyzny”
- Medal „Za udział w walkach o Berlin”
- Złoty Medal „Za zasługi dla obronności kraju” (1973)
- Srebrny Medal „Za Zasługi dla Obronności Kraju”
- Brązowy Medal „Za Zasługi dla Obronności Kraju”
- Medal Komisji Edukacji Narodowej
- Złota Odznaka „Za zasługi w ochronie porządku publicznego”
- Złota Odznaka „Za Zasługi dla Obrony Cywilnej”
- Złoty Medal „Za zasługi dla Ligi Obrony Kraju”
- Odznaka Grunwaldzka
- Złota Honorowa Odznaka PTTK (1968)[8]
- Złoty Medal „Za Zasługi w Umacnianiu Przyjaźni PRL-ZSRR” (1987, TPPR)[9]
- Złota odznaka honorowa „Za Zasługi dla Warszawy” (1977)[10]
- Złota odznaka honorowa „Zasłużony dla Warmii i Mazur” (1972)[11]
- Order Przyjaźni Narodów (1973, ZSRR)
- Medal „Za zwycięstwo nad Niemcami w Wielkiej Wojnie Ojczyźnianej 1941–1945” (ZSRR)
- Medal jubileuszowy „Dwudziestolecia zwycięstwa w Wielkiej Wojnie Ojczyźnianej 1941–1945” (ZSRR)
- Odznaka „25 lat Zwycięstwa w Wielkiej Wojnie Ojczyźnianej” (1970, ZSRR)[12]
- Medal jubileuszowy „Trzydziestolecia zwycięstwa w Wielkiej Wojnie Ojczyźnianej 1941–1945” (1975, ZSRR)
- Medal jubileuszowy „Czterdziestolecia zwycięstwa w Wielkiej Wojnie Ojczyźnianej 1941–1945” (1985, ZSRR)
- Medal „Za umacnianie braterstwa broni” (ZSRR)
- Medal „Za umacnianie Przyjaźni Sił Zbrojnych” III stopnia (1970, CSSR)
- Medal „Za umacnianie Przyjaźni Sił Zbrojnych” I stopnia (1980, Czechosłowacja)
- Medal „40 lat Wyzwolenia Czechosłowacji przez Armię Radziecką” (1985, CSSR)
- Medal jubileuszowy „60 lat Sił Zbrojnych ZSRR”
- Medal 70-lecia Sił Zbrojnych ZSRR (1988)
- Złoty Medal Braterstwa Broni (Bułgaria)
- Medal „30-lecia Bułgarskiej Armii Ludowej” (Bułgaria)
- Medal Braterstwa Broni (1983, Republika Kuby)[13]
- Medal „30 lat Rewolucyjnych Sił Zbrojnych Kuby” (1987, Republika Kuby)
- Złoty Medal Braterstwa Broni (Węgry)
- Order Zasługi Wojskowej I klasy (1985, Wietnam)[14]
- inne odznaczenia

## Wybrane publikacje
- "Doskonalsza technika — wyższe wymagania jakościowe" /w/ "Żołnierz Wolności, 1978 nr 29 str. 3
- "Współpraca naukowo-techniczna synonimem braterstwa broni. 60 rocznica Armii Radzieckiej" /w/ "Żołnierz Wolności" 1978 rocznik 29, nr 42,  str. 3
- "Rozwój radzieckiego przemysłu obronnego. 60 lat Armii Radzieckiej 1917—1978" /w/  "Wojskowy Przegląd Historyczny" 1977 rocznik 22, nr 4, str. 5-21